# Musangs
Die Musangs (Paradoxurus) sind eine Gattung der Schleichkatzen. Sie werden manchmal auch als Palmenroller bezeichnet – ein Name, der aber häufiger auf die gesamte Unterfamilie angewandt wird, der sie angehören. Es gibt fünf Arten, von denen der Fleckenmusang (Paradoxurus hermaphroditus) die bekannteste und am weitesten verbreitete ist. Er ist in ganz Südasien und in Teilen Südostasiens beheimatet.

## Beschreibung
Musangs erreichen eine Kopfrumpflänge von 43 bis 71 Zentimeter, wozu noch 41 bis 66 Zentimeter Schwanz kommen. Ihr Gewicht variiert zwischen 1,5 und 4,5 Kilogramm. Beim Fleckenmusang ist das Fell grau gefärbt und mit schwarzen Mustern versehen, die anderen Arten sind einheitlich gelblich oder bräunlich gefärbt.

## Lebensweise
Lebensraum der Musangs sind Wälder, in erster Linie tropische Regenwälder. Sie sind reine Nachttiere und halten sich meist auf den Bäumen auf. Den Tag verschlafen sie in Asthöhlen und hohlen Stämmen. Außerhalb der Paarungszeit leben sie einzelgängerisch. Musangs sind Allesfresser, die sich von kleinen Wirbeltieren, Insekten, Früchten und Samen ernähren.
Über die Fortpflanzung ist nicht viel bekannt. Nach rund 60-tägiger Tragzeit bringt das Weibchen zwei bis fünf Jungtiere zur Welt, die nach rund einem Jahr geschlechtsreif werden.

## Systematik
Innerhalb der Musangs werden fünf Arten unterschieden:
- der Fleckenmusang (Paradoxurus hermaphroditus), Südasien und Südostasien (Pakistan bis Sri Lanka, Vietnam und Südchina)
- der Goldmusang (Paradoxurus zeylonensis), endemisch auf Sri Lanka
- der Jerdon-Musang (Paradoxurus jerdoni), im südwestlichen Indien (Kerala)
- der Philippinen-Fleckenmusang (Paradoxurus philippinensis), auf den Philippinen, Borneo und auf den Sumatra vorgelagerten Mentawai-Inseln[2]
- der Südliche Fleckenmusang (Paradoxurus musangus), festländisches Südostasien, Sumatra, Java, Nias und Roti[2]

P. musangus und P. philippinensis werden in je zwei Unterarten unterteilt. Für P. hermaphroditus werden zwei oder drei Unterarten angegeben.

## Musangs und Menschen
Musangs sind zu einem gewissen Grad Kulturfolger. Sie suchen oft die Nähe des Menschen und lassen sich in dessen Bauten nieder. Der Fleckenmusang ist auch für seine Rolle beim Entstehen des Kopi-Luwak-Kaffees bekannt, seine Verbreitung auf etlichen Inseln dürfte auf menschliche Einbürgerungen zurückzuführen sein. Der Goldmusang ist ähnlich zutraulich wie der Fleckenmusang. Dagegen soll der Jerdon-Musang sehr scheu sein und die Nähe des Menschen meiden.
Hauptbedrohung der Musangs ist wie bei vielen südostasiatischen Waldbewohnern die Rodung der Wälder. Die IUCN listet den Jerdon-Musang und den Mentawai-Musang aufgrund ihres kleinen Verbreitungsgebietes als gefährdet.